# オレイン酸
オレイン酸（オレインさん、英: oleic acid、数値表現 18:1(n-9)または18:1(Δ9)）は動物性脂肪や植物油に多く含まれている脂肪酸である。炭素原子間の二重結合を介して結合している一価の不飽和脂肪酸である。シス型のシスモノエン脂肪酸。18:1 (n-9) の略号で表される。消防法に定める第4類危険物 第3石油類に該当する。一価不飽和脂肪酸のω-9脂肪酸に分類される。
オレイン酸の命名は、オリーブ (Olea europaea) の油から単離されたことが由来である。浅黄色から黄褐色をした液体で、ラードのようなにおいをしている。水には溶けず、クロロホルム、アセトン、ジエチルエーテルなどの有機溶媒に溶ける。比重は25℃で 0.89、融点 16.3℃。一部の植物油、例えばオリーブ油などの不乾性油やそれを原料とした油の豊富な食品に多く含まれる。二重結合をひとつしか含まないので酸化されにくいが、飽和脂肪酸と比較すれば当然酸化されやすい。
オレイン酸は皮膚に塗布した場合に皮膚バリア構造を破壊しうる。特に脂漏性皮膚炎を悪化させうる。クリームやローション等の化粧品の原料に多く用いられている。

## 生成、変換
植物、微生物、ヒトを含めた動物の体内では、脂肪酸シンターゼによってアセチルCoAとマロニルCoAから直鎖の飽和脂肪酸が作られる。順次アセチルCoAが追加合成されるので原則脂肪酸は偶数の炭素数となる。体内で余剰の糖質、タンパク質等が存在するとアセチルCoAを経て、飽和脂肪酸の合成が進む。脂肪酸の合成は炭素数16のパルミチン酸で一旦終了する。16:0のパルミチン酸は、長鎖脂肪酸伸長酵素により、18:0のステアリン酸に伸張される。ステアリン酸は、体内でステアロイルCoA 9-デサチュラーゼ（Δ9-脂肪酸デサチュラーゼ）によりステアリン酸のw9位に二重結合が生成されてω-9脂肪酸の一価不飽和脂肪酸である18:1のオレイン酸が生成される。融点70℃のステアリン酸が融点16℃のオレイン酸に変換されることで体内の脂肪酸の融点が下がり、体温環境下で脂肪酸を液体に保ち、流動性を増加させる。
例えば豚の体脂肪であるラードや牛の体脂肪であるヘットにはオレイン酸が全脂肪中50%近く含まれている。母乳の全脂肪中の1⁄3がオレイン酸で占められている。
このオレイン酸から、植物や微生物中で、ω6位に二重結合を作るΔ12-脂肪酸デサチュラーゼ によりオレイン酸の二重結合が一個増えてω-6脂肪酸であるリノール酸が生成される。ついでω3位に二重結合を作るΔ15-脂肪酸デサチュラーゼ によりリノール酸の二重結合が更に一個増えてω-3脂肪酸であるα-リノレン酸が生成される。ヒトを含めた後生動物にはリノール酸・α-リノレン酸を作る酵素が存在しないので、これらの不飽和脂肪酸は必須脂肪酸となる。
植物油の脂肪酸組成は植物油の一覧#植物油の脂肪酸組成を参照。

## 生体反応
マルラオイルは、伝統的にアフリカ諸国で保湿に使われており、構成比率はオレイン酸69%とパルミチン酸約15%とこれらが主要な脂質になっており、マルラオイルの肌への塗布は、皮膚の水分含有量を増加させる。
リノール酸は皮膚バリア機能を形成し修復するが、オレイン酸が増えると角質層の脂質構造を乱しバリア構造を悪化させうる。オレイン酸は皮膚バリア機能を破壊し連続的に皮膚に塗ることで皮膚炎をおこし、オレイン酸が多い方が皮膚透過性を増加させるため透過性の大きい順にオリーブ油、ヤシ油、グレープシードオイル、アボカド油となった。
フケ症の既往歴のある人では、オレイン酸を皮膚に塗るとフケと酷似した病変を生じさせるが、既往歴のない人ではそうではない。毛穴の目立つ女性の皮脂には不飽和脂肪酸が多く、オレイン酸の塗布により目立つ毛穴に類似する状態が引き起こされた。
ラットでは、オレイン酸は皮膚の角質細胞の凝集性を分離し角質層を除去させた。またラットで、飽和脂肪酸であるパルミチン酸とステアリン酸では起こらないが、不飽和脂肪酸であるオレイン酸とパルミトレイン酸では角化細胞のカルシウムの異常角化、うろこ状の皮膚を生じさせた。